# 平客
平客（1968年—），本名姜弘，祖籍浙江，生于天津。传媒人、主持人、乐评人。以平客、姜弘、蓝迪之名撰写文化报道、乐评、主持电台、播客节目，2005年德国之声国际播客金奖得主。

## 生平
平客早年曾在天津海关、海关总署工作八年，从海关辞职后辗转于报纸、杂志、广播、电视、互联网、音乐等领域。其平客之名源于1980年代末期接触平克·弗洛伊德乐队所受影响，取“平凡过客”、“平常看客”之意。
1987年，因为海关工作的便利条件，平客可以较为便捷地得到港台、欧美流行音乐、摇滚乐磁带，于是，他撰写乐评并向《天津青年报》投稿，受到编辑认可，开设了中国内地较早的流行音乐、摇滚乐乐评专栏“现在流行什么”。同年，天津人民广播电台公开招聘客座主持人，从小偷听“敌台”，痴迷于广播的平客被电台录用，开始主持午间音乐节目，并将报纸专栏与电台节目进行了互动。1980年代末期到1990年代中期，他突破禁区，率先播出崔健、邓丽君、罗大佑、唐朝、黑豹等人的作品，为流行音乐、摇滚乐在中国的传播普及做了工作。1993年，曾为BBC英国广播电台中文部担任特约记者，报道中国大陆摇滚乐的发展变化。他还先后在中央人民广播电台、北京音乐台担任音乐节目主持人及制作人。
这期间，大陆和台湾还处于敌对状态，平客克服重重阻碍，透过越洋电话，采访了李宗盛、齐秦、赵传等台湾音乐人，采访录音在电台播出，并整理成文字在内地重要的音乐媒体刊发。
1991年起，平客先后为台湾滚石唱片、香港大地唱片担任唱片企划，1995年到1997年，在香港红星音乐生产社担任企划经理，参与了郑钧《赤裸裸》、许巍《在别处》、小柯《念来去》、田震《田震》等专辑以及摇滚合辑《红星壹号》、《红星贰号》的策划、推广工作。在此期间，他也开始为当时中国最专业的流行音乐杂志《音像世界》、《音乐生活报》、《音乐周报》等撰写乐评。
1999年，美国MTV电视台在中国开设公司，平客成为首任中国区媒介经理。参与策划了1999年第一届CCTV-MTV音乐盛典。
2002年，平客加盟环球艺风唱片公司（后因股东结构变化，改组为“EMI步升”、“金牌大风”），签约许巍，并策划《时光•漫步》专辑。
互联网时代来临，平客先后加盟了“全校网”、美国HowStuffWorks中文网。2005年，与飞猪联合创办博客“反波”，获得德国之声主办的全球博客大赛中的“全球最佳播客”金奖。 
2009年，平客加盟《南方周末》，先后担任文化记者、编辑、电视视频总制片人，报道了第一届张北草原音乐节、柏林电影节等活动，采访了英国前首相托尼•布莱尔、美国前总统吉米·卡特等国际政要。